# Кистринер Форланд
Кистринер Форланд (њем. Küstriner Vorland) општина је у њемачкој савезној држави Бранденбург. Једно је од 45 општинских средишта округа Меркиш-Одерланд. Према процјени из 2010. у општини је живјело 2.873 становника. Посједује регионалну шифру (AGS) 12064266.

## Географски и демографски подаци
Кистринер Форланд се налази у савезној држави Бранденбург у округу Меркиш-Одерланд. Општина се налази на надморској висини од 10 метара. Површина општине износи 45,9 km². У самом мјесту је, према процјени из 2010. године, живјело 2.873 становника. Просјечна густина становништва износи 63 становника/km².